# Okaliniec
Okaliniec – wieś w Polsce położona w województwie wielkopolskim, w powiecie pilskim, w gminie Miasteczko Krajeńskie.
W latach 1975–1998 miejscowość administracyjnie należała do województwa pilskiego.